# Kathedraal van Granada
De Kathedraal van Granada (Spaans: Catedral de Granada), hoofdkerk van het aartsbisdom Granada, is een zeer groot kerkgebouw, hoofdzakelijk uit de renaissancetijd. De kathedraal is 115 meter lang en 67 meter breed. Zij is gewijd aan de Maagd van de Incarnatie.

## Bouwgeschiedenis
Nadat Granada in 1492 door de christenen was heroverd, werd Granada zetel van een aartsbisschop. In 1501 besloot het katholieke koningspaar tot de bouw van een nieuwe, grote kathedraal op de plaats van de belangrijkste moskee van de stad. Deze werd echter vanaf 1507 eerst nog decennialang als kathedraal gebruikt. De nieuwe kathedraal moest als annex een grafkapel voor de koningen krijgen. De bouw van deze Koninklijke Kapel in gotische stijl begon in 1505, een jaar na de dood van koningin Isabella I van Castilië. De bouw werd voortgezet door Ferdinand II van Aragon en in 1517, een jaar na diens dood, voltooid.
Pas in 1518 leverde bouwmeester Enrique Egas het ontwerp voor een kathedraal in gotische stijl; in 1523 werd met de bouw begonnen. Egas werd in 1528 al ontslagen en opgevolgd door Diego de Siloé, die een nieuw ontwerp in renaissancestijl indiende, gebruik makend van de al gelegde fundamenten. Hij ontwierp een vrijwel rond priesterkoor in het oosten, dat met steun van keizer Karel V, die ook koning Karel I van Spanje was, voortvarend gebouwd werd en in 1561 in gebruik genomen kon worden. Karel V had het monument als mausoleum van de Spaanse koningen gedacht, maar die functie kreeg uiteindelijk het klooster Escorial bij Madrid.
Vervolgens vorderde het werk maar langzaam. Siloé stierf in 1563 en zijn ontwerp zou nog herhaaldelijk worden aangepast. Zo werd de westgevel ontworpen door Alonso Cano vlak voor diens dood in 1667. In 1704 werd de bouw gestaakt. Van de twee geplande torens bleef de noordelijke onvoltooid, en op de plaats van de tweede toren verrees van 1705 tot 1759 de barokke koepelkerk Iglesia del Sagrario in de vorm van een Grieks kruis.
Het ronde priesterkoor van Siloé in zuivere renaissancestijl is architectonisch het belangrijkste en origineelste onderdeel van de kathedraal. De diameter is 22 meter, de hoogte tot aan het gewelf 45 meter. Een omgang met kapellenreeks omkranst dit priesterkoor. Het schip is een minder geslaagd product van verschillende ontwerpers. Hoewel de pijlers van het schip in Renaissancestijl zijn vormgegeven, heeft men voor de gewelven teruggegrepen op de gotische kruisribgewelven.

## Inventaris
In het schip vallen vooral de twee grote vergulde orgels op uit de achttiende eeuw. In de hoofdkapel bevinden zich in Antwerpen vervaardigde gebrandschilderde vensters uit de zestiende eeuw met voorstellingen uit het leven en lijden van Jezus. In de nissenrij daaronder is een reeks van zeven grote doeken van Alonso Cano aangebracht met taferelen uit het leven van Maria. De kathedraal bezit nog verscheidene andere werken van Cano, zoals een beeldje van De onbevlekte Ontvangenis in de sacristie.

## Koninklijke Kapel
Hoewel tegenwoordig gescheiden van de kathedraal, was de Koninklijke Kapel (Capilla Real) oorspronkelijk als een annex voorzien. De kapel bevindt zich tegen de zuidwand van de kathedraal. Hier bevinden zich de koninklijke graftombes: het praalgraf van het katholieke koningspaar Ferdinand en Isabella, in 1517 in Genua voltooid door Domenico Alessandro Fancelli, en het praalgraf van hun dochter Johanna de Waanzinnige en haar man Philips de Schone, de ouders van Karel V; deze tombe werd vervaardigd door Bartolomé Ordóñez. Verder vallen het schitterende hekwerk op van Bartholomé de Jaén uit 1518-1520, dat het schip van de rest van de kapel scheidt, en het retabel van het hoofdaltaar uit 1520-1522 door Philippe de Bigarny.
In de sacristie van de Koninklijke Kapel wordt een uitzonderlijke verzameling kunstvoorwerpen uit het persoonlijke bezit van koningin Isabella bewaard. Hoogtepunt vormt een schilderijenverzameling met onder meer een drieluik met de Kruisafneming van Dirk Bouts, twee panelen van een kopie van de Miraflorestriptiek van Rogier van der Weyden en enkele werken van Hans Memling.

## Afbeeldingen

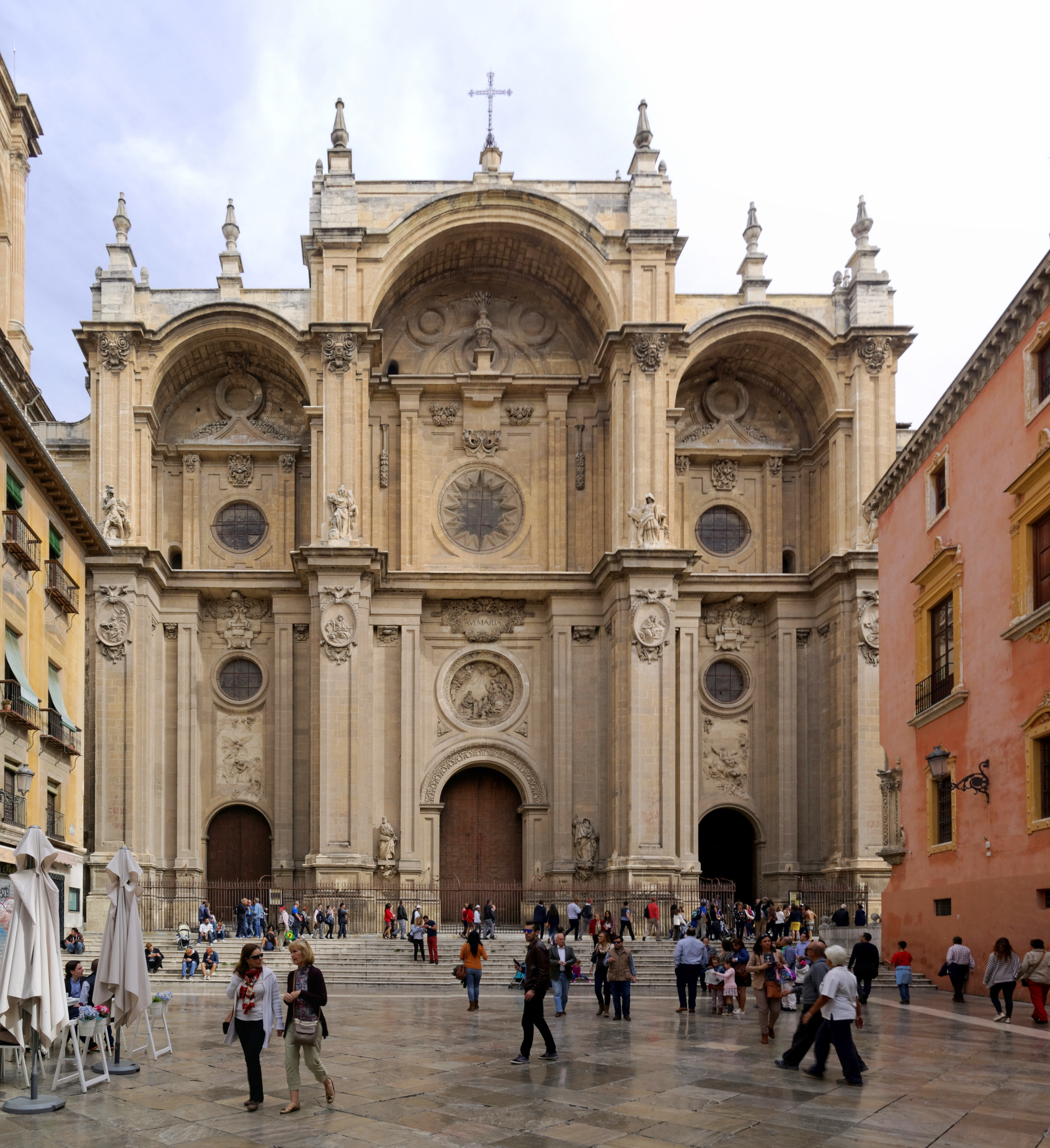
Toren van de kathedraal en zuidwestelijke gevel
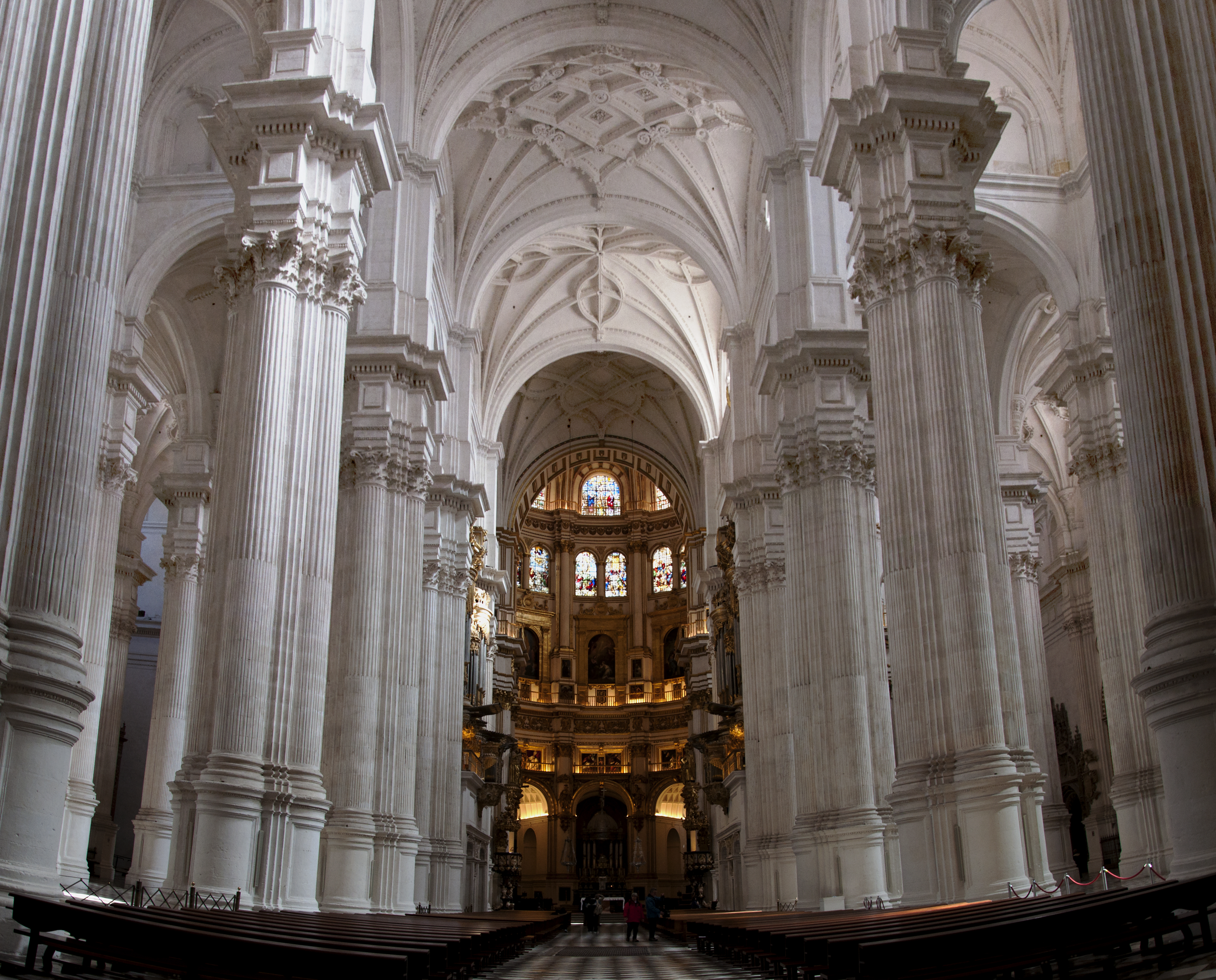
Blik in het schip van de kathedraal van Granada
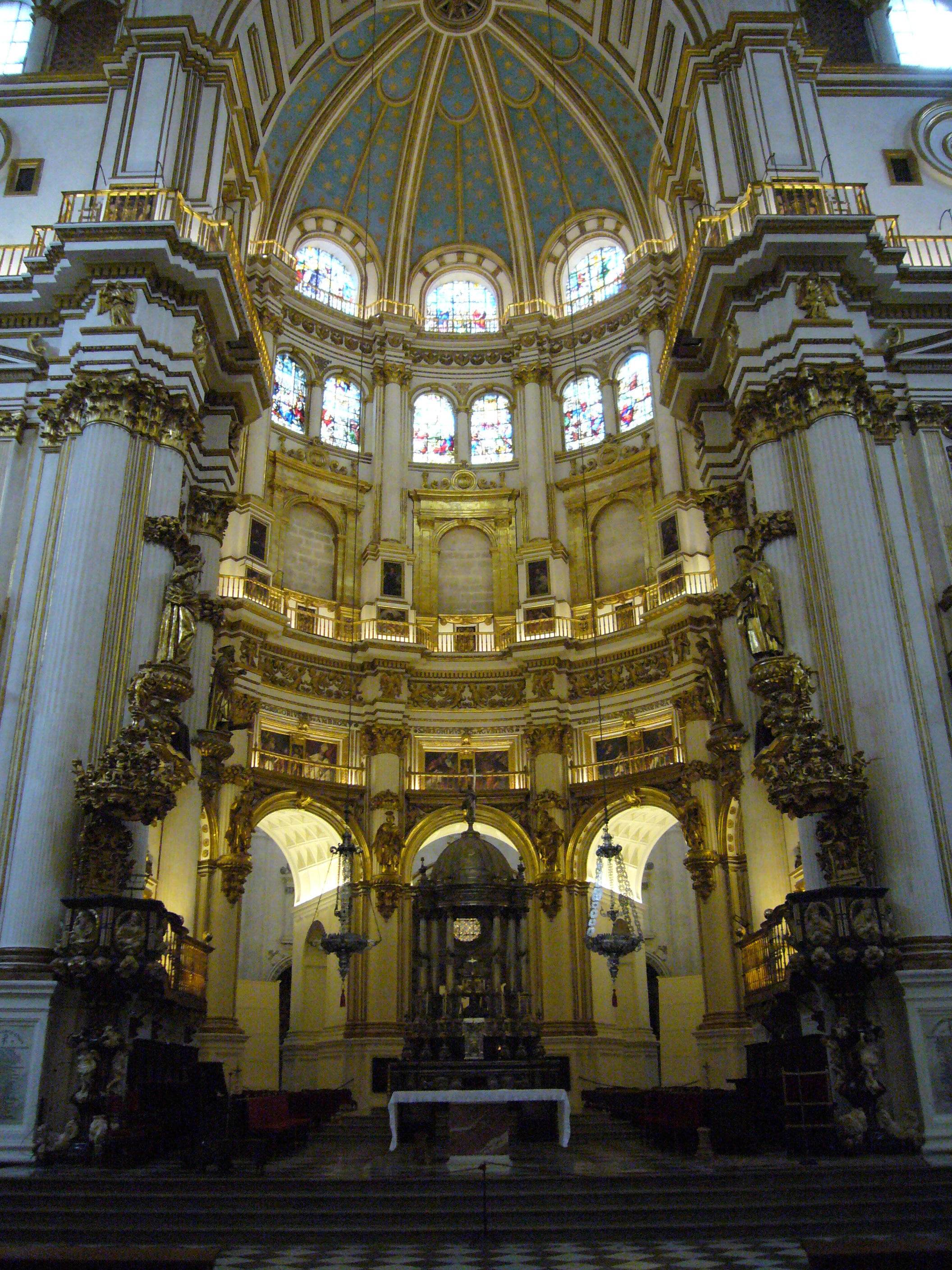
Blik in het priesterkoor van de kathedraal van Granada